# كانتون تشوني
كانتون تشوني (بالإنجليزية: Chone Canton)‏ هو كانتون في الإكوادور، يتبع مقاطعة مانابي، عاصمته تشوني. ينقسم إلى أبرشيات.